# Carlisle Bay
Carlisle Bay är en vik på Barbados.   Den ligger i utanför huvudstaden Bridgetown i parishen Saint Michael, i den sydvästra delen av landet.